# بازی‌های مدیترانه ۱۹۵۱
بازی‌های مدیترانه ۱۹۵۱ (انگلیسی: 1951 Mediterranean Games) اولین دوره مسابقات بازی‌های مدیترانه است که از ۵ تا ۲۰ اکتبر ۱۹۵۱ در اسکندریه، مصر برگزار شده است. این بازی‌ها با حضور ۷۳۴ ورزشکار از ۱۰ کشور انجام شده است.

## ورزش‌ها
- دو و میدانی  (جزئیات)  (23)
- بسکتبال  (جزئیات)  (1)
- بوکس  (جزئیات)  (9)
- شیرجه  (جزئیات)  (2)
- شمشیربازی  (جزئیات)  (6)
- فوتبال  (جزئیات)  (1)
- ژیمناستیک  (جزئیات)  (8)
- روئینگ  (جزئیات)  (5)
- تیراندازی  (جزئیات)  (5)
- شنا  (جزئیات)  (7)
- واترپلو  (جزئیات)  (1)
- وزنه‌برداری  (جزئیات)  (7)
- کشتی  (جزئیات)  (16)

## کشورهای شرکت‌کننده
- مصر (۲۴۳)
- فرانسه (۴۲)
- یونان (۱۲۹)
- ایتالیا (۹۹)
- لبنان (۴۸)
- مالت (۳)
- اسپانیا (36)
- سوریه (۶۵)
- ترکیه (۵۲)
- یوگسلاوی (۱۷)

## جدول مدال‌ها
| رتبه           | کشور           | طلا | نقره | برنز | مجموع |
| -------------- | -------------- | --- | ---- | ---- | ----- |
| ۱              | ایتالیا        | ۲۷  | ۲۲   | ۱۲   | ۶۱    |
| ۲              | فرانسه         | ۲۶  | ۱۳   | ۵    | ۴۴    |
| ۳              | مصر            | ۲۰  | ۲۶   | ۱۹   | ۶۵    |
| ۴              | ترکیه          | ۱۰  | ۳    | ۷    | ۲۰    |
| ۵              | یونان          | ۴   | ۹    | ۸    | ۲۱    |
| ۶              | یوگسلاوی       | ۳   | ۵    | ۷    | ۱۵    |
| ۷              | اسپانیا        | ۲   | ۴    | ۴    | ۱۰    |
| ۸              | لبنان          | ۰   | ۵    | ۱۴   | ۱۹    |
| ۹              | سوریه          | ۰   | ۳    | ۱۰   | ۱۳    |
| مجموع (۹ کشور) | مجموع (۹ کشور) | ۹۲  | ۹۰   | ۸۶   | ۲۶۸   |